# سكين المائدة

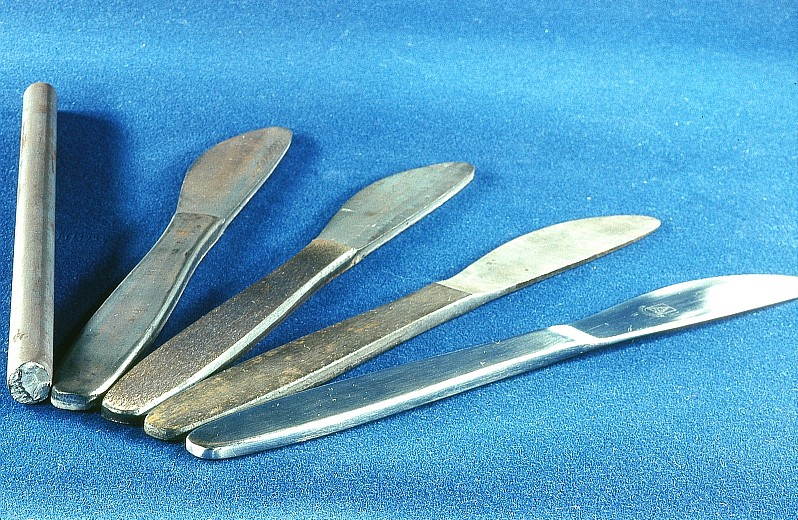
اشكال سكين المائدة

سكين المائدة هي إحدى أدوات المائدة، وجزء من أدوات تناول الطعام. وعادة ما تكون غير حادة أو ذات حدة خفيفة، لأنها مصممة لتقطيع الطعام المطهو والمطبوخ والمعد فقط. وعادة ما تكون مصنوعة من الفولاذ غير القابل للصدأ، وربما تكون مزخرفة، ويكون مقبضها من الخشب أو العظم ونادرا ما يكون من العاج.
وتتميز سكين المائدة بحافتها المستديرة غير المدببة. وأصل ذلك يعود إلى الكاردينال ريشيليو حوالي عام 1637 لتحاشي تكرار الحوادث التي وقعت للضيوف أثناء تناولهم الطعام وقد تسببت لهم السكاكين الحادة المدببة الطرف في خلع أسنانهم.